# 費正清
約翰·金·費爾班克（英語：John King Fairbank，1907年5月24日—1991年9月14日），汉名費正清，是美國漢學家、歷史學家，哈佛大學教授，哈佛大學東亞研究中心的創始人。

## 姓名
其漢名費正清，為梁思成所起。

## 生平
費正清1907年生於美國南達科他州的休倫，是其父阿瑟·博伊斯·费尔班克（Arthur Boyce Fairbank）唯一的孩子。先後求學於威斯康辛大學麥迪遜分校及哈佛大學。1929年獲羅德獎學金，赴英國牛津大學求學，研究題目為19世紀中英關係。
為了撰寫博士論文，費正清於1931年夏赴中國調查進修，考察海關貿易，在华北协和华语学校學習中文，主要受教於蔣廷黻，曾短期兼職清華大學經濟史講師。其間在北平結識了北京大學校長胡適、北平社會研究所所長陶孟和、中國地質調查所研究員丁文江等人，並與外文教授葉公超:387、建築學家梁思成與林徽因夫婦、哲學家金岳霖、政治學家錢端升和物理學家周培源等結為好友。
1932年7月，在北平與未婚妻費慰梅（研究中國藝術和建築的美國學者）結婚。夫婦二人的中文名字皆是梁思成所取。二人收養了兩個女兒Holly和Laura。
1935年第一次離開中國。在取得牛津大學哲學博士學位後，於1936年回母校哈佛大學歷史系任教，並從1939年起與美國的日本問題專家賴肖爾一起開設東亞文明課程。1941年被徵召至美國情報協調局（1942年6月13日分裂为美國戰略情報局与美国战时新闻局）研究分析处，前往華盛頓工作。
1942年6月2日美國情報協調局局长多诺万上校任命费正清为驻华首席代表。1942年8月21日从迈阿密启程，搭乘泛美航空公司飞机，经停波多黎各、西班牙港、贝伦、累西腓、阿森松岛、阿克拉、拉各斯、卡诺、迈杜古里、喀土穆、开罗、巴士拉、卡拉奇、新德里、阿拉哈巴德、阿萨姆邦、昆明，1942年9月25日飞抵重庆。1942年9月至1943年12月驻重庆，擔任美國戰略情報局官員，並兼美國國務院文化關係司對華關係處文官和美國駐華大使特別助理。1945年10月至1946年7月再度來華，任美國新聞署駐華分署主任。
1946年返回哈佛大學任教。1955年在福特基金會支持下主持成立東亞問題研究中心。該研究中心後來還獲得洛克菲勒和卡內基基金會的資助，並於1961年更名為東亞研究中心，後於2007年更名為「費正清東亞研究中心」以資紀念。
1949年，中华人民共和国建国后，费正清对中国共产党执政将来会遇到的问题作出预测，指出它们将来会遇到三个问题“一是人口问题，二是官僚腐败的问题，三是强调思想统一，使整个民族丧失创造力的问题”。
1972年中美關係改善後，應中華人民共和國總理周恩來的邀請，自1949年後首次重訪中國。
1991年9月14日，因心臟病發作逝世。

## 评价
费正清在将哈佛大学发展成为美国领先的东亚研究机构的过程中发挥了重要作用，其建立的东亚研究中心后来改名为“费正清东亚研究中心”。 他在1955年至1973年担任中心主任。在他直接或間接主持研究中心的幾十年裡，哈佛大學東亞研究中心成為美國東亞問題研究的學術重鎮，其本人也成為美國中國研究學界的領袖人物。

## 争议

### 指控親近共產主義
20世纪40年代末，费正清等“中国通”预言毛泽东的中国共产党将取得胜利，主張與中共建立關係，认为其符合美國利益。但是許多美國人指責這些中國通出賣盟友，協助散播共產主義，并受到苏联指使。冷战加剧期间，费氏因对共产主义 "软弱 "而成为众矢之的。他在1952年申请去日签证被驳。在美國國會「誰輸掉中國」的調查中，他被要求在参议院内部安全小组委员会上作证，但由于他的学术地位而不受影响。而當美國右派的麥卡錫參議員則把矛頭指向三位國務院著名「中國通」時，费正清也被列入“四個該為輸掉中國負責的约翰”之一，他們分別是范宣德、謝偉思和小约翰·佩顿·戴维斯（四人英文名都为约翰），而此时回中国的費正清朋友如费孝通、陈汉生却在中国大陆因被指“亲美”而遭攻击。
1966年由胡秋原、鄭學稼和徐高阮發起，一千多名學者簽名的《給美國人民的一封公開信》，在台灣與《紐約時報》發表，攻擊費正清以“中國專家”之名出賣中華民國。陳立夫的回憶錄認為：費正清散播不利國民黨的謠言，打擊國民政府信譽，促成美國政策有利中共，影響國民政府在大陸的潰敗。他在中共眼中，無疑是個英雄。費正清的哈佛官網说：“他逐渐意识到，如果美国仍然与无能和腐败的国民党政权捆绑在一起，中美之间的共同点将缩减为零。”他支持（親共的）自由知識分子。
历史学家梁敬錞指出：“综括起来，费正清认为中国整个历史文化，都是基于独裁政治的产物，一切儒家学说，典章文政，都为独裁而设，这是一篇上下三千年，纵横二十五史的新解释，新认定，新比拟。如果无人出而辩难，则美国下一代的汉学青年，对于中共可能印下左列四种的错觉：①中国共产党不是马列主义的苗裔，而是中国历史的产儿。②这产儿的政治，不仅代表无产阶级，而是代表中国全民。③这产儿的极权，并非出自马列崇拜的醉心，而是出自尊孔崇儒的积习。④这产儿既是中国特产自不能移植于亚洲其他各国（日本、印度或泰国、菲律宾），因此中共的坐大，不足为东亚或世界的大患。头三点显出中共已经承继了中国数千年历史正统和文化道统，使自由中国失去吊民伐罪的理由，后一点显出中共政权不是可以移植国外的货色，使围堵和孤立，也都失去了政策树立的必要。”

## 著作
1948年，費正清出版 The United States and China 一書，此後隨著形勢的發展不斷補充修訂，於1958年、1971年、1979年、1989年分別再版，簡體字譯本為《美國與中國》。
1966年，與英國歷史學家崔瑞德共同開始主編多卷本《劍橋中國史》。
1973年，與賴肖爾和阿尔伯特·M·克雷格合著 East Asia, Tradition and Transformation（《東亞文明：傳統與變革》）一書。1978年、1989年分別修訂再版。
1982年出版對華回憶錄 Chinabound: a fifty-year memoir。簡體字譯本為《費正清對華回憶錄》。
1989年天安門事件後，接受哈佛大學出版社的邀請而撰寫 China : A New History；1991年臨終前兩天，將書交付出版。正體字譯本為《費正清論中國：中國新史》。余英時為此書作序時表示，此書包含他的「晚年定論」，遵守著三條主線：詳近而略遠，重政治而輕文化，取統一而捨分裂，如實地反映了中國史研究在美國的新方向和新收穫。在這本《中國新史》中，費正清改變先前的觀點，把中共政權看作是專制王朝的現代翻版，也承認如果不是日本的侵略，南京政府也可能逐漸導使中國現代化，而中共的興起也並非不能壓制。
部分著作：
- . 北京市: 外语教学与研究出版社. 2011年: 218頁. ISBN 9787513506021 （中文（中国大陆））.
- . 北京市: 中国社会科学出版社. 2010年: 317頁. ISBN 9787500475101 （中文（中国大陆））.
- 郭晓兵 译. . 北京市: 世界知识出版社. 2008年: 489頁. ISBN 9787501232086 （中文（中国大陆））.
- 张理京 译. . 北京市: 世界知识出版社. 2003年: 473頁. ISBN 9787501212316 （中文（中国大陆））.
- . 北京市: 世界知识出版社. 2002年: 655頁. ISBN 9787501215812 （中文（中国大陆））.
- 费正清; 戈德曼. . 薛絢[譯]. 台北: 正中書局. 2001年: 516頁  [2013-10-22]. ISBN 978-957-09-1392-7. （原始内容存档于2013-12-31） （中文（臺灣））.
- 傅光明 译. . 北京市: 世界知识出版社. 2001年: 292頁. ISBN 9787501216239 （中文（中国大陆））.
- 刘尊棋 译. . 北京市: 世界知识出版社. 2000: 443頁. ISBN 9787501212323 （中文（中国大陆））.
- 谢亮生 译. . 北京市: 中国社会科学出版社. 1998年: 1170頁. ISBN 9787500411857 （中文（中国大陆））.
- 费正清. . 薛絢[譯]. 台北: 正中書局. 1994年: 493頁  [2014-04-15]. ISBN 978-957-090-923-4. （原始内容存档于2014-04-16） （中文（臺灣））.
- . 北京市: 中国社会科学出版社. 1994年: 986頁. ISBN 9787500412885 （中文（中国大陆））.
- 刘敬坤 译. . 北京市: 中国社会科学出版社. 1994年: 1124頁. ISBN 9787500414063 （中文（中国大陆））.
- 谢亮生 译. . 北京市: 中国社会科学出版社. 1990年: 664頁. ISBN 9787500407522 （中文（中国大陆））.
- 中国社会科学院历史研究所编译室 译. . 北京市: 中国社会科学出版社. 1985年: 1400頁. ISBN 9787500407669 （中文（中国大陆））.